# Melophobia
| Recensione | Giudizio |
| ---------- | -------- |
| AllMusic   |          |

Melophobia è il terzo album discografico del gruppo musicale statunitense Cage the Elephant.

## Descrizione
Il disco è stato pubblicato negli Stati Uniti nell'ottobre 2013 dalla RCA Records. Come i precedenti due album è stato prodotto da Jay Joyce. Le registrazioni sono state effettuate presso gli studi St. Charles di Nashville (Tennessee).
Il primo singolo estratto è stato Come a Little Closer, pubblicato nell'agosto 2013. Nel marzo 2014 è stato invece diffuso il secondo singolo Take It or Leave It.
Al brano It's Just Forever partecipa Alison Mosshart, voce dei The Kills. Tra i collaboratori che prendono parte a diverse tracce vi è il sassofonista Jeff Coffin.

## Tracce
1. Spiderhead – 3:42
2. Come a Little Closer – 3:49
3. Telescope – 3:48
4. It's Just Forever (feat. Alison Mosshart) – 3:30
5. Take It or Leave It – 3:27
6. Halo – 2:57
7. Black Widow – 3:07
8. Hypocrite – 4:08
9. Teeth – 5:27
10. Cigarette Daydreams – 3:28

## Formazione
- Matt Shultz - voce
- Brad Shultz - chitarra
- Jared Champion - batteria, percussioni
- Daniel Tichenor - basso, voce
- Lincoln Parish - chitarra